# 6809 Sakuma
6809 Sakuma è un asteroide della fascia principale. Scoperto nel 1938, presenta un'orbita caratterizzata da un semiasse maggiore pari a 2,3625479 UA e da un'eccentricità di 0,1061982, inclinata di 6,09373° rispetto all'eclittica.